# Ann Marie Buerkle

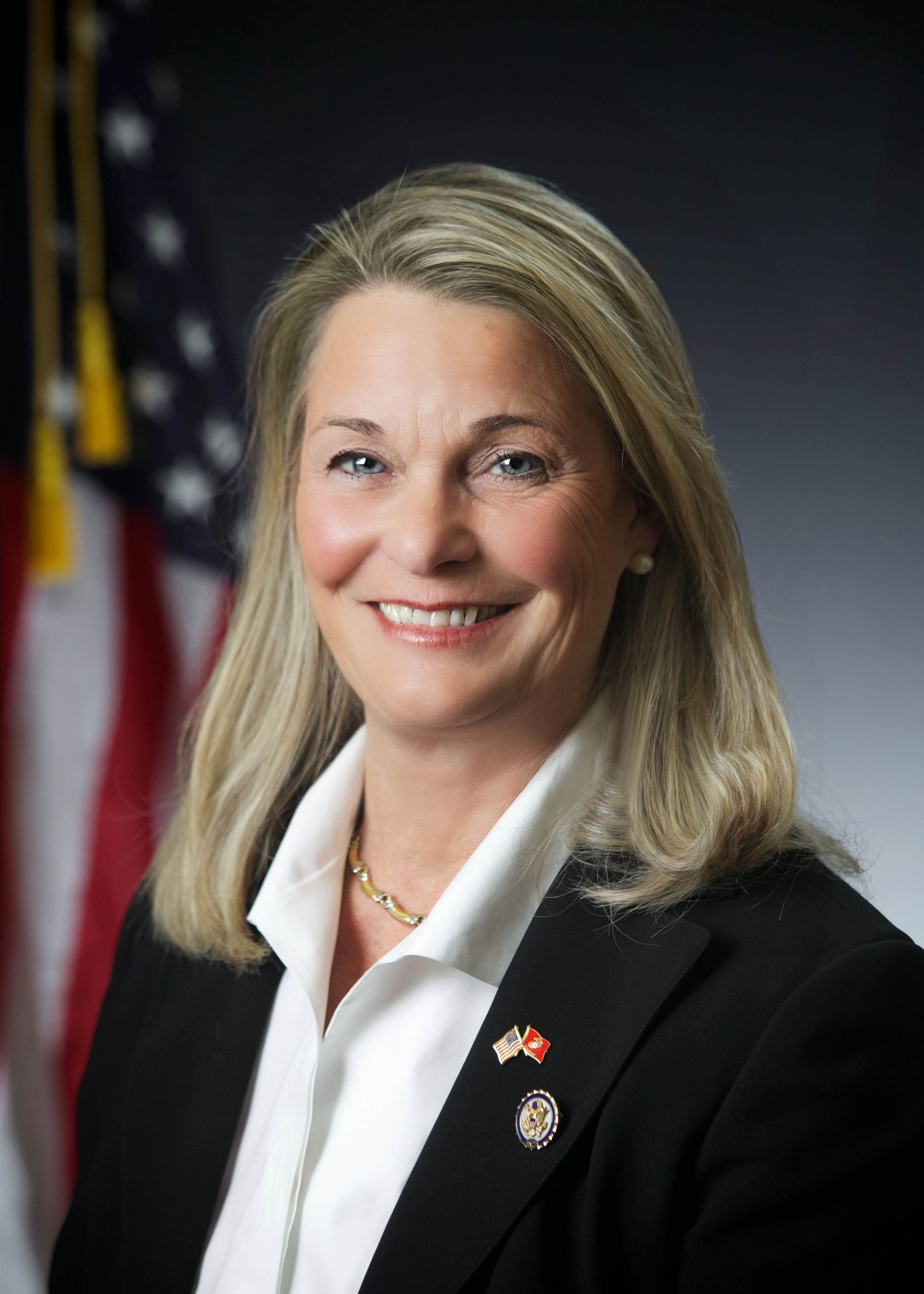
Ann Marie Buerkle (2011)

Ann Marie Buerkle (* 8. Mai 1951 in Auburn, New York) ist eine US-amerikanische Politikerin. Von 2011 bis 2013 vertrat sie als Republikanerin den Bundesstaat New York im US-Repräsentantenhaus.

## Werdegang
Ann Marie Colella, so ihr Geburtsname, wurde nach ihrer Schulzeit zur Krankenschwester ausgebildet. Dabei absolvierte sie im Jahr 1972 die St. Joseph’s Hospital School of Nursing in Syracuse. In der Folge arbeitete sie viele Jahre in ihrem Beruf. 1994 beendete sie ein Jurastudium an der Syracuse University. Zwischenzeitlich hatte sie im Jahr 1977 auch das Le Moyne College in Syracuse absolviert. Politisch wurde sie Mitglied der Republikanischen Partei. In den Jahren 1994 und 1995 gehörte sie dem Stadtrat von Syracuse an; von 1997 bis 2010 war sie Assistant Attorney General des Staates New York.
Bei den Kongresswahlen des Jahres 2010 wurde Buerkle im 25. Wahlbezirk von New York in das US-Repräsentantenhaus in Washington, D.C. gewählt, wo sie am 3. Januar 2011 die Nachfolge des ihr zuvor unterlegenen Demokraten Dan Maffei antrat. Bei der Wahl 2012 trat dieser erneut für seinen früheren Sitz an und gewann, sodass Ann Marie Buerkle am 3. Januar 2013 aus ihrem Mandat ausschied. Im Kongress war sie Mitglied im Auswärtigen Ausschuss, im Committee on Oversight and Government Reform und im Veteranenausschuss. Im September 2011 wurde sie zur amerikanischen Delegierten bei der 66. Generalversammlung der Vereinten Nationen ernannt.
Nach ihrem Ausscheiden aus dem Kongress wurde Buerkle für einen hochdotierten Posten im bundesweiten Verbraucherschutz (Consumer Product Safety Commission) vorgeschlagen und vom Senat bestätigt; sie hat jedoch wissen lassen, dass das nicht das Ende ihrer politischen Karriere bedeute und dass sie ein drittes Aufeinandertreffen mit Dan Maffei bei der Kongresswahl 2014 nicht ausschließe.
Ann Marie Buerkle ist geschieden und hat sechs erwachsene Kinder.